# Florentino Álvarez-Mesa
Florentino Álvarez Mesa y Arroyo (Avilés, Asturias; 1846-Avilés, Asturias; 14 de octubre de 1926) fue un escritor, periodista y político liberal asturiano. Ocupó el cargo de alcalde de Avilés desde 1891 hasta 1907.

## Biografía
Nació en el 1846 en Avilés, Asturias. Su familia se desplazó a Madrid unos años cuando él era pequeño volviendo pronto a Avilés.
Sus primeros escritos aparecen en el 1886 en el periódico El Eco de Avilés. En el 1889 funda el semanal La Luz de Avilés que se publicó hasta el 1890, nel que firmaba sus escritos políticos de tendencia liberal col seudónimo de "Fray Zurriago de Rondiella". Después funda El Diario de Avilés del que fue director hasta cuando el periódico desapareció en 1914. En el entretiempo colabora también con los periódicos locales La Semana y El Veto firmándose con el seudónimo de Blas. Fechadas después de 1907 son sus  Crónicas avilesinas que fueron publicadas en la revista Asturias, de La Habana.

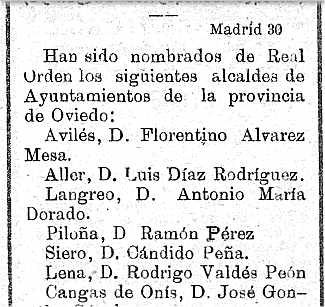
El progreso de Asturias: Año III Número 614 - 31 de diciembre de 1903

Fue Alcalde de Avilés ya en 1891 y hasta 1907, cuando se retiró en su finca de "El Caliero", en Pravia, sin casi interrupciones, siendo partidario del diputado Julián García San Miguel y siguiendo su derrota política al prevalecer en Avilés el partido de José María Pedregal precedida de la fundación del periódico La Voz.

## Familia
Casó con Carmen Menéndez-Valdés Muñiz. Del matrimonio nacieron: Virgilio fallecido en torno al 1908 por motivos políticos, Horacio, también el escritor y abogado liberal secretario municipal elegido el 1 de mayo de 1908, fallecido al principio de la Guerra Civil. Es significativo que Florentino les dio a sus hijos los nombres de dos escritores clásicos: Horacio y Virgilio. Su hija, Acacia (1874-1948), fue nuera de Teodoro Sainz Rueda (1835-1897) catedrático y diputado a las Cortes en la Primera República Española, habiendo casado con su hijo Teodoro Sainz Romillo (1865/66-1924) en 1895.
Florentino Álvarez Mesa murió a los ochenta años el 14 de octubre de 1926.